# Osrednje okrožje Bejruta
Osrednje okrožje Bejruta (Beirut Central District - BCD ali Centre Ville) je zgodovinsko in geografsko jedro Bejruta, glavnega mesta Libanona. Imenuje se tudi središče Bejruta in je opisano kot »živahno finančno, komercialno in upravno središče države«. Staro je več tisoč let in je tradicionalno središče poslovanja, financ, kulture in prostega časa.
Območje leži na severni obali mesta in je lahko dostopno iz vseh delov mesta. To vključuje sosednje bejrutsko pristanišče in mednarodno letališče Rafik Hariri. Glavne ceste se stekajo vanj ali od meja proti vzhodu, jugu in zahodu ali pa se raztezajo po 1,5 km dolgi obali proti severu.
Potem ko je mestno jedro uničila libanonska državljanska vojna, je bilo podvrženo temeljiti rekonstrukciji in razvoju, ki je povrnila njegov kulturni in gospodarski položaj v regiji. Glavni načrt za obnovo mesta je libanonska vlada uradno odobrila marca 1994 po vrsti podrobnih študij skupaj z javnimi in strokovnimi seminarji. 5. maja 1994 je bilo ustanovljeno libanonsko podjetje Solidere za razvoj in obnovo osrednjega okrožja Bejruta, was formed, launching the largest urban redevelopment project of the 1990s. ki je začelo največji projekt prenove mest v 1990-ih. Od takrat se je osrednje okrožje Bejruta razvilo v integrirano poslovno in komercialno okolje.
Danes osrednje okrožje Bejruta gosti libanonski parlament, sedež libanonske vlade, bejrutsko borzo, regionalne pisarne Združenih narodov, Mednarodne organizacije dela, Unesca, Svetovne banke, pa tudi sedeža ESCWA in Arabske unije Banke.

## Kulturni in projekti dediščine

### Pot dediščine
Pot dediščine je krog za pešce v zgodovinskem jedru mesta in tradicionalnem središču Bejruta. Pot povezuje glavna arheološka najdišča, kraje zgodovinskega pomena, spomenike in kulturne dediščine, ki so pomembni za bogato preteklost Bejruta. Pot je označena z bronastimi medaljoni, vdelanimi v pločnik, z velikimi splošnimi ali okrožnimi ploščami in manjšimi spomeniškimi ploščami iz glaziranih ploščic iz vulkanskega kamna z besedili v treh jezikih (arabščini, francoščini, angleščini). Pot dediščine naj bi se začela in končala pri Mestnem zgodovinskem muzeju na antičnem območju Tell. V začetni fazi, do dokončanja muzeja, se bo krog začel pri bejrutskih sukih, ki ohranjajo 2500 let staro ulično mrežo in osmanska dostopna vrata ter več drugih arheoloških ostankov, kot so feničansko-perzijska četrt, bizantinski mozaiki, staro mestno obzidje in jarek. Pot je razdeljena na štiri večje dele:
- Prva pot: Prva pot na poti dediščine pokriva starodavno arheološko »območje Tell«. To mesto je deležno posebne obravnave in velike pozornosti zaradi njegovega pomembnega zgodovinskega pomena, saj vključuje več sosednjih ostankov: ohranjeni del kanaanskega obzidja in vrat, feničanski glacis, helenistične ostanke, temelje križarskega gradu nad prejšnjimi rimskimi utrdbami in ostanke osmanske citadele. Bodoči muzej bo prikazoval ostanke iz območja Tella in drugih arheoloških najdišč, ki so del dediščinske poti. Vijugasta podzemna pot vodi obiskovalce skozi kanaansko, feničansko-perzijsko, helenistično, rimsko, bizantinsko in srednjeveško dobo.[10]
- Druga pot: Ta odsek Poti dediščine bo potekal vzdolž več pomembnih bejrutskih znamenitosti in stavb, kot so mestna hiša, parlament, mošeja Mohameda Al-Amina, maronitska stolnica sv. Jurija, Vrt odpuščanja ... itd. arkade ulice Maarad, ki vodijo do zgodovinske stavbe Grand Theatre in številnih kamnitih cerkva ter mameluških mošej.[11]
- Tretja pot: Ta segment poti za pešce se večinoma vrti okoli Vrtov rimskih kopeli in Grand Serail. Vrt rimskih kopališč ob vznožju hriba Serail razstavlja opečne oboke, ostanke prezračevalnih omrežij, stare naprave za ogrevanje vode, kopališča in druge arheološke ostanke kopališča. Pot poteka tudi mimo terasastih vrtov, fontan, oljčnih in borovih nasadov, majhnega amfiteatra, ki vodi vse do vrha hriba, kjer se pot konča pri Grand Serailu, stolpu z uro Hamidiyi, Svetu za obnovo in razvoj in cerkvi sv. križarska cerkev Ludvika Kapucina.[12]
- Četrta pot: Četrta pot na poti dediščine leži v glavnem znotraj območja Bejrutski suki. Ta pot vključuje feničansko-perzijsko četrt, rimsko-bizantinske najdbe, del srednjeveškega jarka in osmanski pomol. Nekateri mozaiki, ostanki ali arkade so integrirani v nove stavbe. Druge zanimivosti ob poti so svetišče "Zawiyat Ibin Iraq", mošeja Majidiyya in "Antoun Bey Caravanserai". Na drugem odseku poti je prikazana poznorimska hiša z notranjim vrtom, tlakovanim z mozaiki, in izdelanim vodovodnim in drenažnim sistemom, bizantinski portik, tlakovan z mozaiki in označenimi trgovinami, feničanske posode za shranjevanje, mameluške lončarske peči ... itd.[13]

### Sprehod ob obali
Shoreline Walk ali Sprehod ob obali je predlagano zaporedje povezanih prostorov, ki tvorijo del rekonstrukcije mestnega središča Bejruta. Po državljanski vojni v Libanonu 1975–1991 je bilo središče mesta Bejrut opustošeno, Avenue des Français in obala sta postali odlagališče, ki je ozemlje razširilo za več kot 600 m proti severu. Mesto je bilo nekoč znano po skalnati obali Cornice z drevoredi palm in kavarnami, toda med vojno je iz vsakodnevnih odpadkov, ki so jih odvrgli v Sredozemsko morje, zrasla gora smeti. Območja so bila z novim glavnim načrtom ohranjena in porušena, medtem ko naj bi sanirano odlagališče postalo novo okrožje, ki štrli v morje. Namesto da bi staro obalo pustili, so se odločili ustvariti pot za pešce, ki je prečkala stare in nove meje mesta. Shoreline Walk je umeščena med naravno topografijo in racionalizirano srednjeveško postavitev ulic starega mesta ter inženirsko mrežo novega nasutega območja. Raziskava je razkrila razvoj bejrutske obale. Prvi feničanski naseljenci so prispeli leta 1220 pr. n. št., sledili so jim Rimljani leta 64 pr. n. št., mameluki leta 1291 n. št., Osmani leta 1516 in Francozi leta 1918. Zaporedne civilizacije so prilagodile obalo in ustvarile pristanišča, ki so mestu prinesla bogastvo. Vzdolž obalne poti je pet trgov namenjenih za premor in sprostitev: Harbour Square, All Saints Square, Shoreline Gardens, Zeytoune Square in Santiyeh Garden. Raziskovanje vsakega prostora je razkrilo ostanke značaja predvojnega mesta, ki je bilo pozabljeno ali uničeno. Vsak »spomin« je ustvaril razvoj atmosfere vsakega trga, usklajenega z objekti in funkcijami, ki jih zahteva sodobno mesto za ustvarjanje mreže komplementarnih prostorov.

### Vrt odpuščanja
Vrt odpuščanja je projekt, ki se razvija v Osrednjem okrožju Bejruta. Vrt je družbeno-kulturni projekt, ki obeležuje brazgotine libanonske državljanske vojne, od tod tudi njegovo lokacijo ob zeleni črti, ki je nekoč delila mesto med vojskujočima se frakcijama. Pri zasnovi, načrtu in razvoju projekta so sodelovali člani več kot šestih veroizpovedi. Območje vrta je trenutno polno odkritih ruševin iz več kot petnajstih civilizacij, najpomembnejši pa so ostanki rimskega mesta Berytus. Trg obkrožajo tri mošeje (mošeja Mohameda Al-Amina, mošeja Emirja Asafa, mošeja Grand Omari) in tri cerkve (maronitska stolnica sv. Jurija, grško-melkitska katoliška stolnica sv. Elije, grška pravoslavna stolnica sv. Jurija). Nagrajeni dizajn je zasnovala Kathryn Gustafson, priznana arhitektka, ki stoji za Spominskim vodnjakom princese Diane v Londonu. Po besedah oblikovalcev bo libanonska »volja, da postane enoten in uspešen« simbolizirana z izbiro rastlin, ki predstavljajo regije Libanona, vključno z judovimi drevesi iz gora, oljčnimi nasadi iz poljedelskih ravnic in citrusi z obale. Arheološka dediščina najdišča bo spoštovana s sklicevanjem na kardo (glavna cesta sever-jug) in dekuman (glavna cesta vzhod-zahod), da se ustvarijo močne linearne osi. V zasnovi bodo poudarjene tudi sledi starodavne poti, skupaj s 4000 let starim vodnjakom v obliki srca, za katerega se verjame, da je bil povezan z boginjo Astarto. Podan je bil tudi predlog, da se doda spomenik 11. septembra za vse libanonske žrtve, ki so padle v napadu.

### Muzej stolnice sv. Jurija
To je muzej kript v grški pravoslavni stolnici sv. Jurija na trgu Nejmeh. To je razmeroma majhen muzej, ki razkriva plasti krščanske dediščine, ki pripada nizu sedmih cerkva, zgrajenih na istem mestu pred 2000 leti. Sedanja stolnica stoji na plasteh relikvij, kjer so jo ljudje v vsaki fazi njenega obstoja poskušali povečati in polepšati ter ji dodali več fresk in ikon. Muzej je kripta pod stolnico, kjer so razstavljene oljne svetilke, pipe, glinene in terakota posode, miniaturni kipci in križi, najdeni v različnih izkopavanjih. Steklene plošče pokrivajo nekatere relikvije kripte, steklena pregrada pa ločuje kripto od oltarja cerkve neposredno nad njo. Ozka pot vodi obiskovalce skozi dvanajst postaj kripte, kjer so prikazani nagrobniki, mozaiki, pogrebne komore, gravure na kamnih in stebrih, dobro ohranjena okostja, pokriti kanal in del starodavne tlakovane ceste. Ruševine in najdbe so izkopali libanonski arheologi, preden so stolnico obnovili; želeli so najti bizantinsko cerkev Anastasis, za katero se po starodavnih besedilih domneva, da je blizu slavne bejrutske pravne šole, preden jo je potres leta 551 porušil z zemljo.

### Zasebni muzej Roberta Mouawada
Zasebni muzej Roberta Mouawada je zasebna rezidenca v četrti Wadi Abu Jamil, ki jo je v muzej spremenil libanonski poslovnež Robert Mouawad. Palačo je leta 1911 v Bejrutu zgradil libanonski politik in zbiralec umetnin Henri Philippe Pharaoun. Muzej hrani kombinacijo umetniških predmetov vzhodne in zahodne kulture ter redko zbirko knjig, kitajskega porcelana, keramike in drugih pomembnih predmetov.
Arhitektura in zasnova palače odražata faraonovo zaljubljenost v islamsko umetnost in okrasne lesene plošče, ki segajo v 19. stoletje, zlasti po njegovih ponavljajočih se potovanjih v Sirijo. Drugi razstavljeni artefakti vključujejo bizantinske mozaike, rimske marmornate skulpture, kozarce in vrče, zgodovinske stebre, keramiko, starodavno orožje, edinstvene preproge, prefinjene kose nakita, redke drage kamne, melkite katoliške ikone in ohranjene rokopise.

### Souk El Tayeb
Souk el Tayeb je tedenska tržnica na prostem, ki poteka vsako soboto na ulici Trablos v Bejrutskih sukih (prej v Saifiju). Beseda suk je arabska za trg, tayeb pa pomeni dobro v smislu okusa in značaja. Začela se je kot ekološka tržnica, a se je kmalu spremenila v kmečko tržnico svežih, lokalnih in sezonskih živilskih izdelkov, ki promovira male kmete in proizvajalce.
Tržnica ponuja zeleno zelenjavo, paradižnike, sveža aromatična zelišča, stročnice, sok granatnega jabolka, kibeh, sveže iztisnjen korenčkov sok, destilator za med, Makdous, libanonsko pecivo, sadje, olive, rožno vodo, domačo vloženo zelenjavo, labneh, manakiš narejen na Saj, Markook kruh ... itd. Trg organizira in vodi neprofitna zadružna organizacija s sedežem na Rue Gouraud. Organizacija deluje na številnih nacionalnih in mednarodnih ravneh, da promovira in ohranja libanonske prehrambene in kulinarične tradicije, podeželsko dediščino in naravno okolje. Souk el Tayeb je v preteklih letih dosegel ekonomsko uspešen in družbeno odziven pristop k podpori malih kmetov in proizvajalcev, prispevanju k pobudam za razvoj lokalne skupnosti ter izobraževanju o prehrambeni tradiciji in dediščini.

### Konservatorij Libanais
Le Conservatoire libanais national supérieur de musique ali Libanonski nacionalni višji glasbeni konservatorij je v 1930-ih ustanovil Wadia Sabra, skladatelj libanonske državne himne. Leta 1953 je predsednik Camille Chamoun skupaj z ministrom za izobraževanje odredil ustanovitev odbora za upravljanje konservatorija in ustanovljena je bila fundacija Friends of Music, ki je pomagala financirati konservatorij.
Leta 1959 je konservatorij postal avtonomna nacionalna ustanova pod nadzorom ministra za izobraževanje. Med libanonsko državljansko vojno (1975-1991) je nacionalni konservatorij utrpel veliko škodo: vsi instrumenti, dokumenti in knjižnica so bili izropani in požgani. Konservatorij je ponovno začel poučevati leta 1991 in je bil leta 1995 nadgrajen v nacionalno visokošolsko institucijo.
Konservatorij vodi znani skladatelj in dirigent dr. Walid Gholmieh in ima več kot 4800 študentov in 250 profesorjev v več kot 9 vejah. Konservatorij je dom Libanonskega nacionalnega simfoničnega orkestra, Libanonskega filharmoničnega orkestra (LPO) in Libanonskega orientalskega orkestra (LOO), ki letno izvedejo več kot 100 koncertov in dejavnosti, posvečenih izobraževalnemu poslanstvu konservatorija. Njegov glavni sedež je na hribu Serail v središču Bejruta, neposredno ob južnih vratih Grand Serail.

### Muzej zgodovine mesta Bejrut
Muzej zgodovine mesta Bejrut je projekt, ki ga je predlagal Solidere na arheološkem najdišču severno od Trga mučenikov. Izkopavanja na tem mestu sredi 1990-ih so odkrila tako pomembne najdbe, kot so feničanski Tell, mestna vrata iz bronaste dobe in ostanki iz perzijskega, helenističnega, bizantinskega, srednjeveškega in otomanskega obdobja. Kmalu zatem je Solidere naročil francoskemu arhitektu Michelu Macaryju, znanemu po svoji zasnovi razširitve Louvra, da se loti začetne študije Tell in razišče koncept muzeja, specifičnega za lokacijo. Zasnova muzeja bo povezana s podzemnim parkiriščem na Trgu mučenikov, Petit Serail in urejenim vrtom na Trgu mučenikov in lokaciji Tell.
Solidere je naročil priznanemu italijanskemu arhitektu Renzu Pianu, da preuči arhitekturno in urbanistično zasnovo trga, vključno z Muzejem zgodovine mesta Bejrut, v sodelovanju z ministrstvom za kulturo. Da bi zaščitili lokacijo in hkrati zagotovili dostop za vozila in pešce v zelo obremenjenem okolju, je Solidere naročil študijo treh možnosti cest in podrobno zasnovo najustreznejše. Izbrana možnost vključuje dvosmerno cesto in mostno konstrukcijo na vzhodni strani Tell ter podhode, da se zagotovi povezava pešcev z muzejem.

## Civilne institucije
Po rekonstrukciji je mestno središče ponovno dobilo svojo vlogo središča državljanskega življenja v Libanonu. Tja se je preselilo več ključnih institucij, vključno z libanonskim parlamentom in z njim povezanimi uradi, sedežem vlade in mestno občino Bejrut. BCD ima tudi gosto koncentracijo javnih agencij, pomembnih ministrstev in vladnih uradov, med katerimi so nekateri:
- Ministrstvo za kulturo in visoko šolstvo
- Ministrstvo za razseljene osebe
- Libanonska carina
- Agencija za razvoj naložb (IDAL)
- Državni ekonomsko-socialni svet
- Svet za obnovo in razvoj (CDR)
- Ministrstvo za finance
- Ministrstvo za promet
- Državni statistični urad
- Pošta in telekomunikacije
- Ministrstvo za državno upravno reformo
- Državno računsko sodišče

### Bejrutska mestna hiša
Stavba bejrutske mestne hiše iz leta 1934 je postala arhitekturna znamenitost v središču mesta. Stavba stoji na križišču Foch Street in Rue Weygand v središču mesta. Stavba je v beneškem in arabskem arhitekturnem slogu, mešanica, ki izraža regionalno identiteto območja. Stavba je bila obnovljena po libanonski državljanski vojni in trenutno je v njej pisarna guvernerja Bejruta in občinskega sveta. Odprta je za javnost in za uradno registracijo dokumentov.

### Grand Serail
Grand Serail, zgrajen leta 1853 kot vojašnica na vrhu hriba v središču Bejruta, trenutno gosti urad libanonskega predsednika vlade. Grand Serail je zgodovinska stavba, najpomembnejša od treh osmanskih spomenikov na hribu Serail. Druga dva sta Svet za razvoj in obnovo in stolp z uro Hamidiyyeh. Grand Serail je sledila arhitekturni zasnovi, ki je predstavljala novo osmansko vojaško organizacijo. Stavba je bila močno poškodovana v dogodkih libanonske državljanske vojne; njena rekonstrukcija je trajala 900 delovnih dni in je bila končana leta 1998. Serail obsega 39.700 kvadratnih metrov površine. Štiri krila  so razporejena okoli velikega dvorišča, ki ga na sredini obdajata vodnjak iz apnenca in carrarskega marmorja. Tako zunanjo kot notranjo fasado pokriva skupaj 588 lokov in arkad. Zgornji dve nadstropji obsegata rezidenco in pisarno predsednika vlade, pisarne za njegovo osebje ter kabinet in pisarne ministrov. Pritličje sestavljajo banketna dvorana, dve recepciji, tiskovna soba in dvorišče. Podzemna etaža vključuje parkirišče, pisarne in prostore za osebje. V celoti Grand Serail vključuje 430 sob in prostorov poleg prostorov za vzdrževanje in drugih servisnih prostorov.

## Trgi in javni prostori
Osrednje okrožje Bejruta vsebuje več kot 60 vrtov, trgov in odprtih prostorov. Ti prostori obsegajo urejene ulice, vrtove, zgodovinske trge, območja za pešce in obmorske sprehajališča, kar skupaj obsega 39 ha odprtih površin. Zaradi tega je BCD dom 50 % vseh javnih prostorov v Bejrutu, kljub dejstvu, da je BCD samo 10 % mesta Bejrut. Ti javni prostori so se postopoma razvili v cvetočo družabno sceno za prebivalce Bejruta, deloma zaradi blagega vremena v mestu. Mestne oblasti so uvedle več načrtov za privabljanje mestnih uporabnikov in ljubiteljev narave na bejrutske trge in prostore. Eden od načrtov je politika »začasne rabe«, osredotočena na hrbtenico za pešce Rambla, ki povezuje obstoječe mestno središče in bejrutske tržnice proti severu s terasasto rivo in promenado. Hrbtenica je zdaj odprta za tek in kolesarjenje, okoliške ceste pa so ob koncih tedna zaprte za promet. Vključujejo tudi ulične tržnice in festivale, kampanje ozaveščanja o zdravju in okolju, mačje sprehode in pasje razstave.

### Vrt rimskih kopeli
Rimske terme so urejen javni prostor, ki leži na vzhodnem pobočju hriba Serail. Sestavljen je iz vrta in sklopa odkritih ruševin starorimskih term, od tod tudi ime kraja. Ruševine so bile prvotno odkrite v letih 1968–69, v letih 1995–1997 pa so bile temeljito očiščene in dodatno izkopane. Oblikovanje vrta, ki ga je zasnovalo britansko krajinsko podjetje Gillepsies, prevladujejo nizke steklene stene in razgledne ploščadi, ki jih je mogoče spremeniti v koncertna prizorišča, kar daje pridih 21. stoletja brez škode za zgodovinsko tkivo območja. Prostor vsebuje dvignjene terase, ki poskušajo oživiti pogled na starodavne mediteranske vrtove. V času turistične sezone se v kraju odvija več koncertov in predstav na prostem. Tako turiste kot domačine privabljajo priljubljeni mednarodni koncerti, ki jih kraj gosti v okviru svetovnega dneva glasbe.

### Corniche
Ko bodo zaliv Zaitounay, promenada Corniche, vzhodna marina in sprehajališče Beirut Port First Basin dokončani, bo središče mesta zagotavljalo neprekinjeno 3,5 km sprehajališče vzdolž bejrutske obale. Ta novi dodatek bo štirikrat večji od obstoječe Corniche Beirut. Nova Sea Corniche bo sestavljena iz trinadstropne promenade in bo dolga več kot 1,3 km ter široka med 110 in 45 metri. Glavni načrt za Corniche jo namerava preoblikovati v družbeno aktivno areno za pešce z razporejenimi "aktivnimi točkami" za šport, rekreacijo in otroške dejavnosti.

## Verski objekti
Središče Bejruta je eno najbolj versko raznolikih območij na svetu. Mošeje in cerkve ležijo druga poleg druge ob ulicah BCD. Več teh cerkva in mošej je starih več sto let in so velikega arheološkega pomena. BCD ima skupno deset cerkva, šest mošej in eno sinagogo v soseski Wadi Abu Jamil. Kljub hudemu uničenju teh stavb med državljansko vojno so bile obnovljene v prvotno obliko in so trenutno vse v uporabi. Med verskimi prazniki in priložnostmi cerkve in mošeje gostijo družabna srečanja, dobrodelne prireditve, verska tekmovanja, zborovske recitale verskih verzov in množične molitve, ki se jih udeležijo najvišje libanonske politične osebnosti.

### Mošeja Mohameda Al-Amina
Mošeja Mohameda Al-Amina je sunitska muslimanska mošeja, ki stoji na bejrutskem Trgu mučenikov. Najbolj znana je po tem, da je bila ozadje dogodkov cedrske revolucije leta 2005. Ta mošeja, ki jo je navdihnila Modra mošeja v Carigradu, sledi osmanskemu arhitekturnemu slogu z dodatki in ilustracijami v mameluškem egipčanskem slogu. Najbolj prepoznavna je po rumeni oker kamniti zunanjosti, velikanskih modrih kupolah in 72 metrov visokih minaretih v slogu Meke. Gradnjo je leta 2002 začel premier Rafik Hariri in je bila končana leta 2007. Njegov sin Saad Hariri je mošejo slovesno odprl na velikem praznovanju 17. oktobra 2008. Je osrednja mošeja za sunitsko muslimansko veroizpoved v Libanonu.

### Velika Omarjeva mošeja
Preden jo je zasenčila mošeja Mohammada Al-Amina, je bila to sprva osrednja mošeja Bejruta. Ta mošeja, imenovana po Omarju ibn al-Khattabu, je bila sprva križarska cerkev, nato pa poganski tempelj. Ta mošeja, ki so jo v času križarskih vojn znova in znova zasedale in ponovno zasedale vojskujoče se frakcije, je leta 1291 nazadnje prišla v roke muslimanom. Notranje stene mošeje iz peščenjaka so okrašene z mameluškimi in osmanskimi napisi. Znotraj mošeje zlata jeklena kletka, darilo sultana Abdula Hamida II. Bejrutu, obdaja svetišče Janeza Krstnika. Mihrab mošeje, polkrožna niša v steni, ki označuje kiblo, je na vzhodni strani in nosi različne starogrške gravure. Na jugozahodni strani mošeje so bili ohranjeni trije lasje preroka Mohameda; mošeji jih je podaril sultan Abdulmedžid I. Generalni direktorat Awqafa in ministrstvo za turizem sta mošejo večkrat obnovila, zlasti v letih 1952 in 1949. V libanonski državljanski vojni je bila močno poškodovana, milice pa so jo večkrat napadle ki je zarezal sahabska imena na stene in ukradel lase. Med obnovo osrednjega okrožja Bejruta je bila mošeja prenovljena in razširjena na sedanje območje.

### Maronitska stolnica sv. Jurija
Maronitska stolnica sv. Jurija je stolnica maronitske nadškofije v Bejrutu. Po desetih letih del, ki jih je začel monsignor Joseph Debs, je bila gradnja stolnice končana leta 1894. Cerkveno pročelje, notranjost in načrt so se zgledovali po baziliki Santa Maria Maggiore v mestu Rim. Stene cerkve so okrašene s štukaturo in marmorjem. Naslanjač, ki ga je papež Janez Pavel II. uporabljal med svojim obiskom v Libanonu maja 1997, je ohranjen v Retroquire stolnice.

### Grška pravoslavna stolnica sv. Jurija
Grška pravoslavna stolnica sv. Jurija, dokončana leta 1772, stoji neposredno na trgu Nejmeh in je najstarejša pravoslavna cerkev v Bejrutu. Domneva se, da je njena lokacija neposredno ob lokaciji priznane šole rimskega prava v Bejrutu. Cerkev je bila v svoji zgodovini večkrat obnovljena zaradi naravnih nesreč, erozije in namernega uničenja. Med libanonsko državljansko vojno je bila cerkev požgana in uničena, večina njenih stvari pa je bila ukradena. Grška pravoslavna nadškofija v Bejrutu je začela prenovo 16. oktobra 1995. Izkopavanja na tem mestu so vodila do odkritja ostankov treh drugih cerkva in dela rimskih kolonad. Ti artefakti so bili vključeni v podzemni muzej, ki se nahaja neposredno pod katedralo.

### Druge
- Armenska pravoslavna cerkev sv. Nišana
- Armenska katoliška stolnica St. Elie
- Mošeja Amirja Assafa
- Mošeja Emirja Munzerja
- Grškokatoliška stolnica svetega Elije
- Nacionalna evangeličanska cerkev
- Kapucinska cerkev svetega Ludvika
- Anglikanska cerkev vseh svetih

## Mednarodne in tuje institucije
Osrednje okrožje Bejruta je postalo srce diplomatskega življenja v Libanonu zaradi varnega okolja, visokotehnoloških ugodnosti in sodobnih storitev, ki jih uživa. Zaradi geografske lege mestnega središča in bližine uradnih in poslovnih ustanov je središče Bejruta postalo središče številnih mednarodnih institucij, poslovnih in kulturnih delegacij ter tujih veleposlaništev. Tako je več držav postalo uradno zastopanih v središču mesta prek veleposlaništev, agencij za poslovno in kulturno sodelovanje, humanitarnih nevladnih organizacij in konzulatov.

### Hiša ZN
Hišo ZN, ki je mejnik na južnem prehodu v središče mesta, s pogledom na trg Riad Al Solh in monumentalni vrt Gibrana Khalila Gibrana, so zasnovali arhitekti Pierre El Khoury kot inteligentno zgradbo za več lokalnih in regionalnih agencij Združenih narodov. Odkar jo je leta 1997 otvoril generalni sekretar ZN Kofi Annan, je hiša ZN postala osrednja točka diplomatske dejavnosti v Libanonu. Najbolj znana kot sedež Ekonomske in socialne komisije ZN za zahodno Azijo (ESCWA), hiša ZN gosti tudi več regionalnih in lokalnih sedežev ZN, vključno s stalnim uradom Svetovne banke v Bejrutu. Arhitektura tega devetnadstropnega kompleksa je v obliki loka, z notranjim urejenim atrijem v velikosti 600 kvadratnih metrov, ki zagotavlja prijeten senčni prostor z drevesi, rožami in klopmi. Obsežna uporaba stekla na zunanjih stenah daje stavbi bleščeč videz in omogoča naravno svetlobo povsod. Gre za inteligentno zgradbo, opremljeno z najsodobnejšo tehnologijo. Obsega 43.000 kvadratnih metrov površine, vključno s pisarnami, knjižnico, jezikovnimi laboratoriji, konferenčnim centrom, skladiščem, parkiriščem in maloprodajnimi prostori. Hiša ZN gosti pomembne konference skozi vse leto.

## Bejrutski suki =
Bejrutski suki so mega nakupovalna četrt v središču Bejruta. V njem je več kot 200 trgovin in veleblagovnica, zaradi česar je največji nakupovalni pas v Bejrutu. Projekt Suki je rekonstrukcija stare srednjeveške tržnice, potem ko je utrpela nepopravljivo škodo zaradi libanonske državljanske vojne. Leta 1994 je libanonski parlament potrdil glavni načrt, ki ga je zasnoval libanonski arhitekt Jad Tabet, gradnjo pa je prevzelo nepremičninsko podjetje Solidere. Solidere je poskušal vrniti zgodovinsko komercialno funkcijo soukov v središču Bejruta in pritegniti trgovsko skupnost, ki je pobegnila med vojno, hkrati pa ohraniti prvotno helenistično ulično mrežo, ki je bila značilna za stare suke in zgodovinske znamenitosti območja. Tržnice so bile zasnovane kot medsebojno povezani odprti prostori s številnimi dostopnimi točkami vzdolž dolgih obokanih nakupovalnih ulic in arkad. Bejrutski trgi so ohranili tudi svoja zgodovinska imena.
V severnem delu je zabaviščni kompleks, ki ga je zasnovalo pariško arhitekturno podjetje Valode & Pistre. Mega zabaviščna destinacija obsega 14 kinematografov z dvema VIP dvoranama, ki jih strežejo veliki saloni in koncesijski prostori. Ob straneh ulice Allenby Street Level se vrstijo prestižni butiki, sosednja stavba v obliki črke L pa gosti kavarne in restavracije. Severni suki imajo tudi veliko veleblagovnico, ki jo je zasnovalo mednarodno arhitekturno in oblikovalsko podjetje Zaha Hadid Architects s sedežem v Clerkenwellu v Londonu.